# Бои за Эр-Ракку (2013)
Бои за Эр-Ракку — боевые действия за контроль над сирийским городом Эр-Ракка на севере страны, во время гражданской войны в Сирии.
Бои велись между отрядами Свободной сирийской армии (ССА) и сирийскими правительственными войсками (САА). 6 марта 2013 года город был взят мятежниками, всего за несколько дней. Однако уже к августу 2013 года силы оппозиции были вытеснены из Эр-Ракки боевиками ИГИЛ, которые фактически сделали город столицей «Исламского государства».

## Предыстория
Эр-Ракка первоначально не была подконтрольна повстанцам. В самом городе наблюдалось незначительное число демонстраций ещё в начале арабской весны, но скоро они прекратились. Гражданские протесты в город, в полной мере, оставались мирными до конца 2012 года. Кроме того, предыдущие проправительственные племена и присутствие более полумиллиона бежавших из мест боевых действий в стране, главным образом из Идлиба, Дайр-эз-Заура и Алеппо, усилили мнение сирийского правительства, что Эр-Ракка была относительно безопасным городом. В честь этого президент Башар аль-Асад посетил город, чтобы помолиться в одной из его мечетей на Курбан-байрам в июне 2012 года.

## Начало столкновений
Группировки вооружённой оппозиции проникли в мухафазу через восточную Сирию в конце 2012 года. Это привело к насилию, совершаемому и правительственными силами, и оппозиционными группировками. Десятки людей, обвинённых правительством в участии в террористических группировках, были убиты в инцидентах в регионе Кахтания недалеко от города. Также, артобстрел накрыл бензозаправочную станцию в городе Эт-Телль-эль-Абьяд; проправительственные СМИ поспешили назвать инцидент терактом[уточнить].
К марту 2013 года сирийская оппозиция уже контролировала большую часть севера Сирии, но всё ещё не могла установить контроль над крупнейшим городом. Мятежники запланировали наступление, чтобы захватить Эр-Ракку, где правительственные войска могли дать отпор оппозиции.

## Взятие города оппозицией
Силы повстанцев (главным образом исламистские бригады), которые находились в пригородах Эр-Ракки, начали продвижение с севера и заняли позиции у северного въезда в город между 3 и 5 марта, с целью прорыва. Нападавшие теснили армию и захватили контроль над главной площадью города 4 марта, и символически снесли большую позолоченную статую бывшего президента Сирии Хафеза аль-Асада, покойного отца действующего президента.
Согласно ливанской газете «аль-Ахбар», хотя город был окружён и не имел значительных сил правительственных войск, но то, что он пал всего лишь за несколько часов — является ненормальным. Ливанская газета сообщила, что утром бригады Мунтасир Биллях и аль-Нусре отбили у сирийских вооружённых сил КПП на восточном въезде в город и весь восточный район, в то время как офицеры сирийской военной полиции и пограничной службы вывозили имущество из центра города в штаб 17-й дивизии, безо всякого преследования со стороны нападавших.
Мятежники также штурмовали дом губернатора провинции Хасана Джалали, по сообщениям захватив его наряду с главами Эр-Ракки и отделением партии «Баас» Сулеймана аль-Сулеймана.
Правительственные силы отступили из города на запад и в восточном направлении, а также остановились в 60 км от города в провинциальном аэропорту. Сирийские арабские военно-воздушные силы (САВВС) выполнили авианалёты против мятежников в городе после его падения.
5 марта появилась видеозапись, на которой присутствовали Хасан Джалал и Сулейман аль-Сулейман, окружённые ликующими повстанцами.
Город взяли Свободная сирийская армия, Фронт ан-Нусра, Ахрар аш-Шам (часть Сирийского исламского фронта) и бригада Хутой бин аль-Яман.
При захвате города был убит верховный командующий аль-Нусры в мухафазе Эр-Ракка, а также главный провинциальный полевой командир Ахрар аш-Шам. Начальник полиции Эр-Ракки был также убит. Некоторые жители умоляли мятежников не входить в город, опасаясь возмездия правительственных сил.
Последние ячейки лоялистского сопротивления в городе были устранены 6 марта, когда мятежники захватили несколько ключевых зданий безопасности, где укрывались правительственные войска, после чего Сирийский центр мониторинга за соблюдением прав человека (СЦМПЧ) официально объявил, что Эр-Ракка полностью находится под контролем повстанцев.

### Последствия
После захвата повстанцами Эр-Ракки САВВС совершили 25 авианалётов на город в попытке потеснить оппозиционные силы. Всего были убиты 39 человек, включая 17 в забастовке на главной площади. По крайней мере, 10 из убитых были подтверждены как повстанцы.
Сирийская армия послала армейское подкрепление из военной базы Табка, но СЦМПЧ сообщил, что мятежники перехватили их.
Некоторые захваченные правительственные солдаты были публично казнены исламскими боевиками.
По сообщениям ББС, в результате очередной воздушной атаки сирийской авиации 10 марта 2013 погибло ещё 14 человек.
4 апреля 2013 сообщалось, что мятежники Свободной сирийской армии осаждили 17-ю дивизию недалеко от Эр-Ракки. Сирийский армейский источник сообщил, что 80 солдат были убиты, и 250 ранены в боях, и что много раненых умерли от гангрены.
20 мая, согласно СЦМПЧ, оппозиционный руководитель Эр-Ракки был похищен. «Обсерватория осуждает в сильных выражениях похищение оппозиционного адвоката Абдаллы аль-Халила и требует его непосредственного освобождения».

## Взятие города отрядами ИГИЛ
17 августа 2013 года Исламское государство Ирака и Леванта объявило, что они прекращают участвовать в сражении с окружённой 17-й дивизией. Без боя заняв город, отряды ИГИЛ занялись формированием собственных административных учреждений.
25 июля 2014 года Исламское государство взяло под свой контроль и место расположения 17-й дивизии, которая находилась очень далеко от основных сил сирийской правительственной армии и уже не могла сопротивляться хорошо вооружённому противнику.